# الأمان (سلاح)

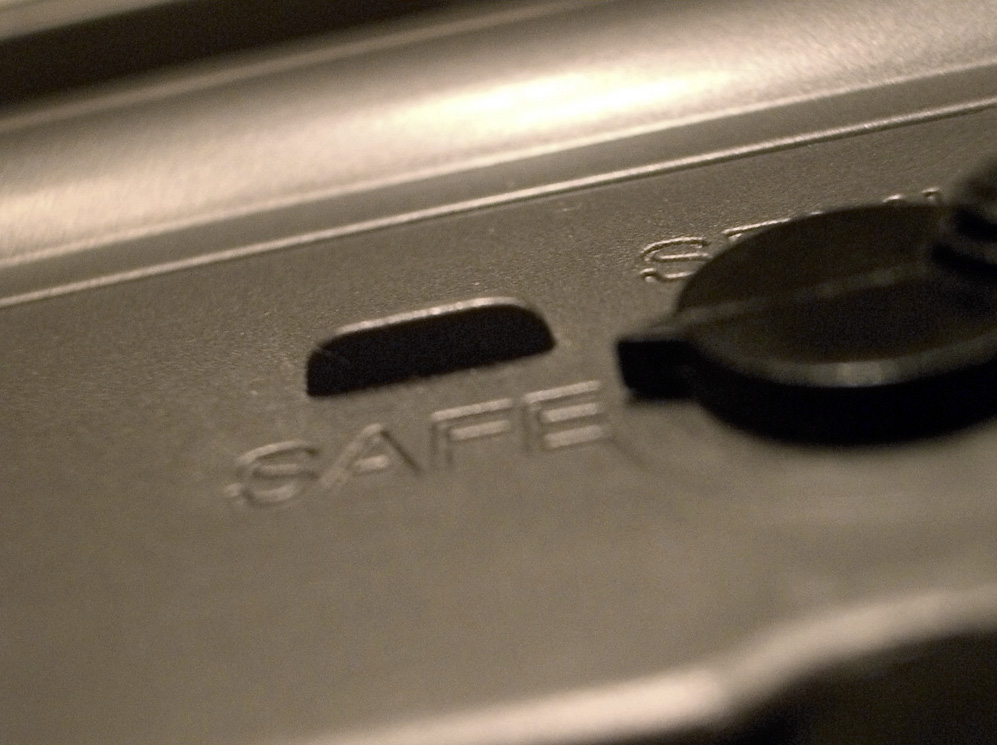
لقطة مقربة لمفتاح الأمان في بندقية إم 16

الأمان أو التأمين أو قفل الأمان في الأسلحة النارية، هي آلية تستخدم للمساعدة في منع اطلاق الرصاصة بالسلاح الناري، مما يساعد على ضمان التعامل معه بشكل أكثر أمانًا.

## أقرأ إيضاً
- سلامة التعامل مع السلاح